# Tantei gakuen Q
Tantei gakuen Q (探偵学園Ｑ?, Tantei gakuen Kyū, lett. "L'accademia dei detective Q") è un manga shōnen scritto da Seimaru Amagi e disegnato da Fumiya Satō, pubblicato in Giappone sulla rivista Weekly Shōnen Magazine di Kōdansha dal giugno 2001 all'agosto 2005.
Dal manga è stato tratto un anime di 45 episodi, prodotto dalla Pierrot e andato in onda in Giappone su TBS tra l'aprile 2003 e il marzo 2004; inoltre, sono stati girati due live-action, un film special nel 2006 ed un dorama in 11 puntate dall'omonimo titolo con la partecipazione nei ruoli principali di Ryūnosuke Kamiki e Mirai Shida. Un sequel del manga è stato pubblicato nel 2007 col titolo Tantei gakuen Q: Premium (探偵学園Ｑ プレミアム?, Tantei gakuen Kyū Puremiamu).
L'intera opera è inedita in Italia.

## Trama
Un gruppo di giovani studenti della classe Q della Dan Detective School (DDS), una prestigiosa e rinomata accademia per detective fondata dal più famoso investigatore Morihiko Dan, vengono coinvolti in misteri e costretti a intromettersi nei casi più difficili che giungono nelle mani della polizia, ma che essa non riesce in alcuna maniera a risolvere. che hanno il compito di risolvere.
Strani avvenimenti si verificano, leggende metropolitane sembrano avverarsi, omicidi verificatisi senza alcun indizio apparente lasciano le forze dell'ordine perplesse e stupefatte. I ragazzi si trovano a dover fare i conti con un gruppo criminale molto pericoloso, ma non esitano a rischiare la propria stessa vita per la giustizia e l'amicizia.

## La Q
La classe Q prende il suo nome dalla denominazione di questa, ovvero "Qualificata", come indicato nell'episodio 11 dell'anime. La stessa Q viene ripresa nel titolo e nel nome del protagonista: Kyū è, infatti, la pronuncia giapponese di "Q".
Anche il titolo della prima sigla d'apertura fa un gioco di parole con la lettera Q, fornendo tre diverse scritture e tre diversi significati per la stessa pronuncia: "MeiQ!? - Meikyū - MAKE*YOU" (迷Ｑ！？–迷宮–ＭＡＫＥ★ＹＯＵ?), che tradotto in italiano significa "Q persa!? - Labirinto - CREARE*TE".

## Personaggi principali

I personaggi principali della serie. Da sinistra: Kazuma, Kinta, Kyū, Megu e Ryū

Kyū Renjō "Kyū" (連城 究 〈キュウ〉?, Renjō Kyū "Kyū")
Doppiato da: Megumi Ogata (ed. giapponese)
Protagonista, sogna di fare il detective. 14 anni.
Megumi Minami "Megu" (美南 恵 〈メグ〉?, Minami Megumi "Megu")
Doppiata da: Hōko Kuwashima (ed. giapponese)
Ragazza dalla memoria fotografica. 14 anni.
Ryū Amakusa "Ryū" (天草 流 〈リュウ〉?, Amakusa Ryū "Ryū")
Doppiato da: Kōichi Tōchika (ed. giapponese)
Ragazzo dall'aria misteriosa. 14 anni.
Kazuma Narusawa "Kazuma" (鳴沢 数馬 〈カズマ〉?, Narusawa Kazuma "Kazuma")
Doppiato da: Tomoko Kawakami (ed. giapponese)
Ragazzo esperto programmatore, genio dell'informatica. 11 anni.
Kintarō Tōyama "Kinta" (遠山 金太郎 〈キンタ〉?, Tōyama Kintarō "Kinta")
Doppiato da: Hideo Ishikawa (ed. giapponese)
Ragazzo prodigio nelle arti marziali. 18 anni.

## Manga
Il manga è stato pubblicato sulla rivista Weekly Shōnen Magazine a partire dal 6 giugno 2001 al 3 agosto 2005 e successivamente serializzato in 22 tankōbon per conto della Kōdansha, pubblicati dal 17 settembre 2001 al 17 ottobre 2005. Un sequel è stato raccolto in un solo volume il 6 settembre 2007.

### Volumi
| Tantei Gakuen Q (22 volumi)       |                   |                        |
| 1                                 | 17 settembre 2001 | ISBN 4-06-313024-X     |
| 2                                 | 17 ottobre 2001   | ISBN 4-06-313033-9     |
| 3                                 | 17 dicembre 2001  | ISBN 4-06-313056-8     |
| 4                                 | 15 marzo 2002     | ISBN 4-06-313088-6     |
| 5                                 | 17 maggio 2002    | ISBN 4-06-363109-5     |
| 6                                 | 16 agosto 2002    | ISBN 4-06-363138-9     |
| 7                                 | 17 ottobre 2002   | ISBN 4-06-363155-9     |
| 8                                 | 17 gennaio 2003   | ISBN 4-06-363196-6     |
| 9                                 | 17 marzo 2003     | ISBN 4-06-363217-2     |
| 10                                | 17 aprile 2003    | ISBN 4-06-363328-4     |
| 11                                | 17 giugno 2003    | ISBN 4-06-363254-7     |
| 12                                | 17 settembre 2003 | ISBN 4-06-363293-8     |
| 13                                | 17 novembre 2003  | ISBN 4-06-363314-4     |
| 14                                | 16 gennaio 2004   | ISBN 4-06-363327-6     |
| 15                                | 17 marzo 2004     | ISBN 4-06-363354-3     |
| 16                                | 17 giugno 2004    | ISBN 4-06-363390-X     |
| 17                                | 17 settembre 2004 | ISBN 4-06-363425-6     |
| 18                                | 17 dicembre 2004  | ISBN 4-06-363462-0     |
| 19                                | 17 marzo 2005     | ISBN 4-06-363503-1     |
| 20                                | 17 maggio 2005    | ISBN 4-06-363527-9     |
| 21                                | 15 luglio 2005    | ISBN 4-06-363553-8     |
| 22                                | 17 ottobre 2005   | ISBN 4-06-363585-6     |
| Tantei Gakuen: Premium (1 volume) |                   |                        |
| 1                                 | 6 settembre 2007  | ISBN 978-4-06-363880-6 |

### Guide Book
1. Shin'ichi Kusano, Tantei gakuen Q - Mystery Note (探偵学園Ｑ–ミステリー・ノート?), Kōdansha, settembre 2003, ISBN 4-06-334768-0.
2. Shin'ichi Kusano, Rieko Matsumoto, Tantei gakuen Q - The Last Mystery (探偵学園Ｑ–ザ・ラスト・ミステリー?), Kōdansha, ottobre 2005, ISBN 4-06-372083-7.

## Anime
L'anime, prodotto dalla Pierrot, è composto da 45 episodi, andati in onda su JNN (TBS) dal 15 aprile 2003 al 20 marzo 2004.

### Episodi
| Nº | Titolo italiano (traduzione letterale) Giapponese 「Kanji」 - Rōmaji | In onda          | In onda |
| Nº | Titolo italiano (traduzione letterale) Giapponese 「Kanji」 - Rōmaji | Giapponese       |         |
| 1  | Punta! Il grande detective migliore del mondo!! 「目指せ！世界一の名探偵！！」 - Mezase! Sekaiichi no meitantei!!                                                         | 15 aprile 2003   |         |
| 2  | Il primo passo del sogno · La trappola degli esami d'ammissione 「夢の第一歩・入学試験の罠」 - Yume no daiippo · Nyūgaku shiken no wana                                   | 22 aprile 2003   |         |
| 3  | L'esame finale! La trappola aggrovigliata 「最終試験！張り巡らされた罠」 - Saishū shiken! Harimegurasareta wana                                                           | 29 aprile 2003   |         |
| 4  | Intenzioni omicide alla cerimonia d'ammissione! La minaccia di far saltare in aria la scuola 「入学式の殺意！学園爆破予告」 - Nyūgakushiki no satsui! Gakuen bakuhayokoku | 6 maggio 2003    |         |
| 5  | Decifrare il codice!? Il messaggio del morto 「暗号解読！？死者のメッセージ」 - Angō kaidoku!? Shisha no messēji                                                          | 13 maggio 2003   |         |
| 6  | L'alibi perfetto dei 1000 testimoni 「証言者１０００人完全なアリバイ」 - Shōgensha 1000-nin kanzen na aribai                                                              | 20 maggio 2003   |         |
| 7  | Il testamento del jigsaw puzzle 「ジグソーパズルの遺言状」 - Jigusō pazuru no yuigonjō                                                                                    | 27 maggio 2003   |         |
| 8  | Quel bel ragazzo detective! Finalmente fa la sua apparizione!! 「あの美少年探偵！ついに登場！！」 - Ano bishōnen tantei! Tsui ni tōjō!!                                   | 3 giugno 2003    |         |
| 9  | Scontro! Il massacratore che attraversò il tempo!! 「対決！時を越えた殺人鬼！！」 - Taiketsu! Toki wo koeta satsujinki!!                                                  | 10 giugno 2003   |         |
| 10 | Il bel ragazzo genio · Svelare l'enigma della camera chiusa perfetta 「天才美少年・完全密室を暴く」 - Tensai bishōnen · Kanzen misshitsu wo abaku                         | 17 giugno 2003   |         |
| 11 | La soluzione finale! La verità sulla classe Q!! 「最終決戦！Ｑクラスの真実！！」 - Saishū kessen! Kyū kurasu no shinjitsu!!                                               | 24 giugno 2003   |         |
| 12 | Accade una maledizione?! Il caso di omicidio dello spiritismo 「たたり発生！？降霊術殺人事件」 - Tatari hassei!? Kōreijū satsujin jiken                                   | 1º luglio 2003   |         |
| 13 | Lo spirito maligno della camera chiusa! Gli omicidi che non cessano 「密室の悪霊！止まらない殺人」 - Misshitsu no akuryō! Tomaranai satsujin                              | 8 luglio 2003    |         |
| 14 | Annunciata dall'aldilà! La verità proibita!! 「霊界が告げる！禁断の真相！！」 - Reikai ga tsugeru! Kindan no shinsō!!                                                     | 15 luglio 2003   |         |
| 15 | 30 metri di profondità · Il caso di omicidio della camera chiusa sul fondo del mare 「水深３０ｍ・海底密室殺人事件」 - Suishin 30m kaitei misshitsu satsujin jiken        | 22 luglio 2003   |         |
| 16 | Rivalità tra classi! Battaglia con sparizioni umane 「クラス対抗！人間消失バトル」 - Kurasu taikō! Ningen shōshitsu batoru                                                | 29 luglio 2003   |         |
| 17 | La regione inesplorata che porta alla morte! La leggenda del villaggio Kamikakushi 「死に至る秘境！神隠し村伝説」 - Shi ni itaru hikyō! Kamikakushi mura densetsu         | 5 agosto 2003    |         |
| 18 | Il momento decisivo! Il cadavere che sparisce nel cielo 「決定的瞬間！空に消える死体」 - Ketteiteki shunkan! Sora ni kieru shitai                                         | 12 agosto 2003   |         |
| 19 | Annunciazione di morte! Il prossimo sei tu!! 「死のお告げ！次はお前だ！！」 - Shi no otsuge! Tsugi wa omae da!!                                                           | 26 agosto 2003   |         |
| 20 | Smascheramento! Il fondatore della setta mascherato – Crimini e menzogne!! 「発覚！仮面の教祖―罪と嘘！！」 - Hakkaku! Kamen no kyōso – Tsumi to uso!!                     | 2 settembre 2003 |         |
| 21 | L'ultimo kamikakushi! La risposta è una sola 「最後の神隠し！答えは一つ」 - Saigo no kamikakushi! Kotae wa hitotsu                                                        | 9 settembre 2003 |         |
| 22 | La cena del morto 「死者のディナー」 - Shisha no dinā | 4 ottobre 2003   |         |
| 23 | Il treno dell'alibi 「アリバイ列車」 - Aribai ressha | 11 ottobre 2003  |         |
| 24 | L'idol maledetta 「呪いのアイドル」 - Noroi no aidoru | 18 ottobre 2003  |         |
| 25 | L'antico nemico! Plutone 「宿敵！冥王星」 - Shukuteki! Meiōsei | 25 ottobre 2003  |         |
| 26 | Megu presa di mira 「狙われたメグ」 - Nerawareta Megu | 1º novembre 2003 |         |
| 27 | Dragon scomparso 「消えたドラゴン」 - Kieta Doragon | 8 novembre 2003  |         |
| 28 | SOS dalla prigione sotterranea 「地下牢獄ＳＯＳ」 - Chika rōgoku SOS | 15 novembre 2003 |         |
| 29 | Il collezionista di omicidi 「殺人コレクター」 - Satsujin korekutā | 23 novembre 2003 |         |
| 30 | Annuncio con altoparlante della morte 「死の校内放送」 - Shi no kōnai hōsō                                                                                                | 29 novembre 2003 |         |
| 31 | La tragedia della rete 「ネットの悲劇」 - Netto no higeki | 6 dicembre 2003  |         |
| 32 | La squadra delle belle ragazze detective 「美少女探偵団」 - Bishōjo tantei-dan                                                                                            | 13 dicembre 2003 |         |
| 33 | Il mistero della stanza del corso di economia domestica 「家庭科室の謎」 - Kateika shitsu no nazo                                                                         | 20 dicembre 2003 |         |
| 34 | La maledizione scomparsa 「消えた呪い」 - Kieta noroi | 27 dicembre 2003 |         |
| 35 | La gemma-bomba del terrore 「恐怖の宝石爆弾」 - Kyōfu no hōseki bakudan                                                                                                   | 10 gennaio 2004  |         |
| 36 | Il caso di omicidio del castello della musica illusoria 「幻奏館殺人事件」 - Gensōkan satsujin jiken                                                                      | 17 gennaio 2004  |         |
| 37 | La melodia dello shinigami 「死神の旋律」 - Shinigami no senritsu | 24 gennaio 2004  |         |
| 38 | Il concerto dell'omicidio 「殺人協奏曲」 - Satsujin kyōsōkyoku | 31 gennaio 2004  |         |
| 39 | Amicizia a rischio della vita 「友情の決死行」 - Yūjō no kesshikō | 7 febbraio 2004  |         |
| 40 | Scontro! La donna senza testa 「対決！首なし女」 - Taiketsu! Kubinashi onna                                                                                               | 14 febbraio 2004 |         |
| 41 | Il caso di omicidio della principessa Maya 「魔矢姫殺人事件」 - Maya-hime satsujin jiken                                                                                  | 21 febbraio 2004 |         |
| 42 | Il villaggio del traditore 「裏切り者の里」 - Uragirimono no sato | 28 febbraio 2004 |         |
| 43 | La determinazione di Ryū 「リュウの決意」 - Ryū no ketsui | 6 marzo 2004     |         |
| 44 | Dan Morihiko, rapimento! 「団守彦、誘拐！」 - Dan Morihiko, yūkai! | 13 marzo 2004    |         |
| 45 | Il grande detective del futuro 「未来の名探偵」 - Mirai no meitantei | 20 marzo 2004    |         |

### Sigle
Sigla di apertura
- MeiQ!? - Meikyū - MAKE★YOU (迷Ｑ！？–迷宮–ＭＡＫＥ★ＹＯＵ?), di Hayami Kishimoto (ep. 1-21)
- Luvly, Merry-Go-Round, delle Pipo☆Angel's (ep. 22-34)
- 100% Pure (１００％ピュア?), delle Pipo☆Angel's (ep. 35-45)

Sigla di chiusura
- Koigokoro (恋ごころ?), di Akane Sugazaki (ep. 1-11)
- Niji-iro ni hikaru umi (虹色にひかる海?), di Aiko Kitahara (ep. 12-21)
- Mienai Story (みえないストーリー?), di Hayami Kishimoto (ep. 22-34)
- Kaze ni mukau aruku youni (風に向かい歩くように?), di Hayami Kishimoto (ep. 35-45)

## Videogiochi
Durante il corso della serie, sono stati pubblicati tre videogiochi dalla Konami e uno dalla Level-5.
| Nº | Titolo videogioco                                                                 | Piattaforma            | Data uscita       |
| -- | --------------------------------------------------------------------------------- | ---------------------- | ----------------- |
| 1  | Tantei gakuen Q: Meitantei wa kimi da! (探偵学園Ｑ 名探偵はキミだ！?)             | Game Boy Advance       | 18 settembre 2003 |
| 2  | Tantei gakuen Q: Kyūkyoku trick ni nozome! (探偵学園Ｑ 究極トリックに挑め！?)     | Game Boy Advance       | 4 marzo 2004      |
| 3  | Tantei gakuen Q: Kiokina-kan no satsui (探偵学園Ｑ 奇翁館の殺意?)                 | PlayStation 2          | 8 luglio 2004     |
| 4  | Tantei gakuen Q: Kieta bishōjo to nazo no yama (探偵学園Ｑ 消えた美少女と謎の山?) | per telefono cellulare | 15 settembre 2009 |

## Serie televisiva
Nel 2007 è stata trasmessa su Nippon Television una serie televisiva (dorama), composta da 11 puntate con Ryūnosuke Kamiki e Mirai Shida nel ruolo dei protagonisti; è stato preceduto da un film special del 2006, con il medesimo cast di attori.